# Bothrocophias hyoprora
Bothrocophias hyoprora é uma espécie de serpente da família Viperidae. Pode ser encontrada no leste do Equador, sul da Colômbia, noroeste do Brasil (Amazonas, Rondônia, Pará, Acre), noroeste do Peru e noroeste da Bolívia.